# Bennett Nunataks
I Bennett Nunataks (in lingua inglese: Nunataks Bennett), sono due nunatak, picchi rocciosi isolati, distanziati di circa 1 km e situati 1 km a nord del Lackey Ridge nella catena montuosa dell'Ohio Range, nei Monti Transantartici, in Antartide. 
I nunatak sono stati ispezionati nel dicembre 1958 dal gruppo di investigazione sui Monti Horlick dell'United States Antarctic Research Program (USARP).
La denominazione è stata assegnata dall'Advisory Committee on Antarctic Names (US-ACAN) in onore di John B. Bennett, geomagnetista e sismologo presso la Stazione Byrd nel 1960.